# Нескорений батальйон
«Нескорений батальйон» (азерб. «Yenilməz batalyon») — радянський художній фільм 1965 року, знятий на кіностудії «Азербайджанфільм».

## Сюжет
Дії фільму відбуваються в 1907 році. Після придушення повстання на судах Чорноморського флоту неблагонадійні матроси були вислані в азербайджанське місто Закатали. Про їх прибуття дізналася бакинська партійна підпільна організація, яка відправила на зв'язок з ними Тагієва. Останній під виглядом страхового агента прибув в місто з метою передати матросам підпільну літературу. Під впливом Тагієва анархіст-одинак Алімардан організовує селянський загін, який починає боротьбу проти царизму. В цей же час на складах купця Хайрі починається страйк. Матроси з солідарності зі страйкарями-вантажниками відмовляються працювати. Назріває бунт…

## У ролях
- Тамілла Агамірова — Хавер, вчитель музики
- Володимир Ємельянов — Добровольський
- Ісмаїл Османли — епізод
- Анатолій Юрченко — Степан Лемешко
- Мухліс Джанізаде — Тагієв
- Михайло Орлов — Віктор Алексєєв
- Ісанбет Прозат — Фейзулла
- Валентин Кулик — Григорій Романов
- Офелія Мамедзаде — Роза
- Михайло Пуговкін — Колпаков
- Джейхун Мірзоєв — Теймур
- Павло Винник — Варламов
- Гусейнага Садихов — фельдфебель
- Зоя Василькова — Колпакова
- Мухтар Авшаров — епізод
- Шаміль Махмудбеков — Алімардан
- Юсіф Юлдус — епізод
- Бахадур Алієв — епізод
- Ельдар Алієв — епізод
- Віктор Анісімов — епізод
- Новруз Ахундов — епізод
- Зульфюгар Баратзаде — епізод
- Гасан Мамедов — епізод
- Алі Мансур — епізод
- Талят Рахманов — епізод
- Мамед Садиков — епізод

## Знімальна група
- Режисер — Гусейн Сеїд-заде
- Сценарист — Гилман Ількін
- Оператор — Расім Ісмайлов
- Композитор — Джангір Джангіров
- Художник — Надір Зейналов